# Шур'янки
Шур'янки (словац. Šurianky) — село, громада округу Нітра, Нітранський край. Кадастрова площа громади — 10.4 км². Протікає Перковський потік.
Населення 574 особи (станом на 31 грудня 2019 року).

## Історія
Шур'янки згадуються 1265 року.

## Населення
| Рік:            | 1994. | 2004.   | 2014.   | 2024.   |
| --------------- | ----- | ------- | ------- | ------- |
| Кількість осіб: | 537   | 569     | 598     | 572     |
| Різниця:        |       | +5,95 % | +5,09 % | -4,34 % |

| Рік:            | 2023. | 2024.   |
| --------------- | ----- | ------- |
| Кількість осіб: | 585   | 572     |
| Різниця:        |       | -2,22 % |